# Bobby Mitchell (football)
Pour les articles homonymes, voir Bobby Mitchell et Mitchell.
Robert « Bobby » Carmichael Mitchell (né le 19 juillet 1924 en Écosse et mort le 8 avril 1993) était un joueur et entraîneur de football écossais.

## Biographie

### Joueur en club
Mitchell commence sa carrière au Third Lanark en 1942, où il passe sept saisons avec les Hi-Hi avant de rejoindre Newcastle United pour 16 000 £ en février 1949.
Il joue avec les Magpies entre 1949 et 1961, devenant une idole chez les supporters du club, qui le surnomment Dazzler. Il est l'un des principaux acteurs de la grande période de succès de Newcastle dans les années 1950, remportant entre autres trois fois la FA Cup en cinq ans, où Mitchell inscrit un but en finale de la FA Cup 1955. Il joue en tout un total de 408 matchs pour le club, inscrivant 95 buts.

### Joueur en sélection
Mitchell est capé deux fois en international avec l'équipe d'Écosse, et marque lors de son premier match contre le Danemark en 1951. Il joue également deux fois dans l'équipe de la Scottish Football League.

### Entraîneur
Après avoir quitté Newcastle, Mitchell passe une saison chez les Berwick Rangers avant de retourner dans le Tyneside en tant qu'entraîneur-joueur au Gateshead Football Club. Il quitte le monde du football en 1964 puis devient gérant d'un pub à Newcastle.

## Palmarès

### En tant que joueur
Third Lanark AC
- Meilleur buteur du Championnat d'Écosse de football (1) :
  - 1947: 22 buts.

Newcastle United FC
- Vainqueur de la FA Cup (3) : 
  - 1951, 1952 & 1955.